# Edgar Degas
Hilaire-Germain Edgar Degas ([iˈlɛʁ ʒɛʁˈmɑ̃ ɛdˈɡaʁ dəˈɡa]; Parigi, 19 luglio 1834 – Parigi, 27 settembre 1917) è stato un pittore e scultore francese considerato appartenente agli impressionisti. È celebre per i suoi dipinti a pastello e ad olio.
Sebbene Degas sia considerato uno dei fondatori dell'impressionismo, egli rifiutò il termine, essendo più centrato sul realismo e sulla rappresentazione veridica del movimento, come si può vedere nelle sue interpretazioni di ballerine di nudi femminili al bagno e di cavalli da corsa e fantini.
All'inizio della sua carriera, Degas voleva diventare un pittore di storia, una vocazione per la quale era ben preparato grazie alla sua rigorosa formazione accademica e da uno studio approfondito dell'arte classica. Poco più che trentenne, cambiò strada e, applicando i metodi tradizionali di un pittore di storia a soggetti contemporanei, divenne un pittore classico della vita moderna.

## Biografia

### Origini familiari
Edgar Degas proveniva, dal lato paterno, da una famiglia nobile, i De Gas. Era questa l'ortografia originale del cognome, che si rintraccia anche in alcuni documenti cinquecenteschi anche come «De Gast» e «De Guast». I De Gas erano una nobile famiglia della Linguadoca i cui membri erano cavalieri del prestigioso ordine degli Orleans, donde l'istrice al centro del loro stemma nobiliare. In virtù di questa affiliazione si stabilirono a Meung, nella provincia dell'Orleans, dove nacque René Hilaire, nonno del pittore. Durante i burrascosi accadimenti della rivoluzione francese René Hilaire De Gas, inviso alla fazione repubblicana, vide la sua promessa sposa condannata a morte come nemica della Nazione e grazie a una soffiata seppe di essere a sua volta candidato alla ghigliottina. Per questo motivo si rifugiò a Napoli, nel Regno delle Due Sicilie, chiedendovi asilo in qualità di aristocratico e di perseguitato politico. Nella città partenopea René mantenne un atteggiamento politicamente acquiescente e si dedicò a consolidare la propria situazione economica prima come agente di cambio poi fondando un istituto bancario di successo e diventando, a suo tempo, anche banchiere personale di Gioacchino Murat. A Napoli René De Gas riuscì ad accumulare un ingente patrimonio finanziario – arrivando ad acquistare per sé l’intero palazzo Pignatelli di Monteleone, un immobile di cento stanze nel cuore del centro storico di Napoli – intrecciando e mantenendo una fitta rete di rapporti con diverse famiglie nobili napoletane, e riuscendo così a superare senza particolari conseguenze i tumultuosi avvenimenti e sovvertimenti politici che si succedettero a Napoli e nel resto della penisola italiana nel corso del XIX secolo.
René Hilaire divenne il capostipite del ramo napoletano del casato De Gas. Nonostante la sua intensa attività bancaria, infatti, egli non trascurò la vita sentimentale, e nella città partenopea si sposò con la livornese Giovanna Aurora Teresa Freppa, generando con lei ben sette figli, tre femmine e quattro maschi tra i quali Auguste (1809-1879), futuro padre del pittore e protagonista in un celebre quadro di Edgar. Designato direttore della filiale parigina della banca paterna, Auguste si trasferirà nella capitale francese dove, nel 1832 si unirà in matrimonio con Célestine Musson. Appartenente a pieno titolo alla grande borghesia bancaria cisalpina, Auguste era un uomo di raffinata cultura e si interessava all’arte e alla musica con grande sensibilità; era, inoltre, un assiduo frequentatore del Louvre, denso di capolavori dopo le ruberie e le spoliazioni napoleoniche. Più modesta, ma non priva di valore, era invece la famiglia materna: la Musson, infatti, era di origine creola, e il padre – nativo di Port-au-Prince, ad Haiti – si era poi trasferito a New Orleans, nella Louisiana, diventando un facoltoso mercante del cotone e accumulando una piccola fortuna in piantagioni.

### Giovinezza

#### Formazione

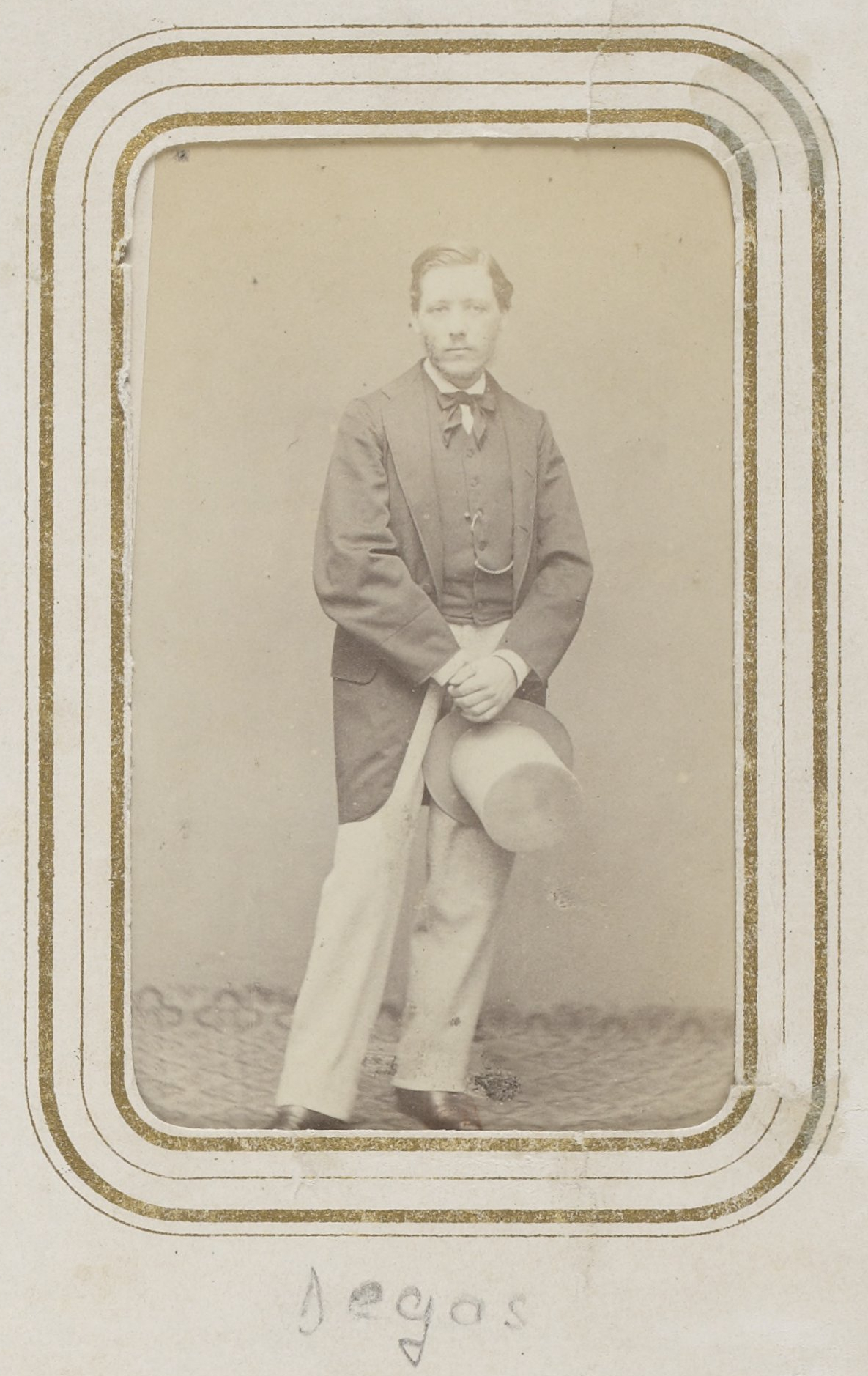
Étienne Carjat, Degas, 1860

Edgar Degas era il primogenito di Auguste Degas e di Célestine Musson. Addolorato dalla precoce morte della madre, scomparsa nel 1847, iniziò gli studi classici al liceo parigino Louis-le-Grand, dove strinse amicizia con Henri Rouart e con Paul Valpinçon, figlio di un noto collezionista proprietario di un’importante raccolta di dipinti fra i quali anche la celebre Bagnante di Ingres. Conseguito il baccalauréat il 27 marzo 1853, Edgar decise tra molti dubbi di avviarsi agli studi di giurisprudenza alla Sorbona, ai quali dedicò però un impegno molto discontinuo. Non provò mai un forte interesse per la disciplina – studiata più che altro per assecondare le volontà paterne – e, anzi, ben presto manifestò una sincera vocazione per le belle arti. L'ambiente accademico comunque non faceva per lui, e abbandonò dopo appena sei mesi di corsi.
Il padre, che sperava di avviare Edgar alla carriera di magistrato, inizialmente osteggiò la sua vocazione artistica, ma in breve tempo mutò atteggiamento e l'assecondò con calore ed energia, a patto che vi si dedicasse con impegno. Degas non poteva sperare di meglio, e trascorreva lunghi pomeriggi al museo del Louvre per ammirare i maestri del Rinascimento italiano. Caso raro per gli artisti della sua generazione, Degas studiò infatti con attenzione i maestri del passato. Ingres, in particolare, fu oggetto di una vera e propria venerazione da parte del giovane, che ne ammirava la purezza formale e l'eleganza della linea; arrivò infine a conoscerlo personalmente grazie all'intercessione di Valpinçon (circa l'influenza di Ingres su Degas, si veda infra, al paragrafo Degas e il passato § Ingres).
Degas fu così in un primo tempo affidato dal padre alla guida di Félix-Joseph Barrias, che lo avviò allo studio dei nudi e alla pittura di storia. Giudicando inconcludenti gli insegnamenti del Barrias, Degas passò successivamente all'atelier di Louis Lamothe, brillante discepolo di Flandrin e dello stesso Ingres, dunque certamente più vicino alla sua sensibilità. Nel 1855, quando ormai la sua vocazione artistica si era fatta preponderante, Degas riuscì a entrare nell'École des Beaux-Arts, tempio dell'arte ufficiale dell'epoca. Egli, tuttavia, aveva ormai acquisito dimestichezza con gli strumenti del mestiere e perciò non tardò a sentirsi soffocato dalla sterilità del disegno accademico, da lui ritenuto inadeguato e mortificante. Fu per questo motivo che cessò di seguire le lezioni dopo neanche sei mesi di frequentazione, nonostante le amicizie importanti che vi aveva stretto (fra i tanti, Joseph Gabriel Tourny, Léon Bonnat, Robert Delaunay, Louis-Gustave Ricard e Alphonse Legros). Aveva infatti acquisito la consapevolezza di poter ampliare i propri orizzonti formativi solo recandosi in Italia, così da studiare, sulle tracce di Ingres, l'arte antica e i maestri del Rinascimento.

#### In Italia

##### Napoli

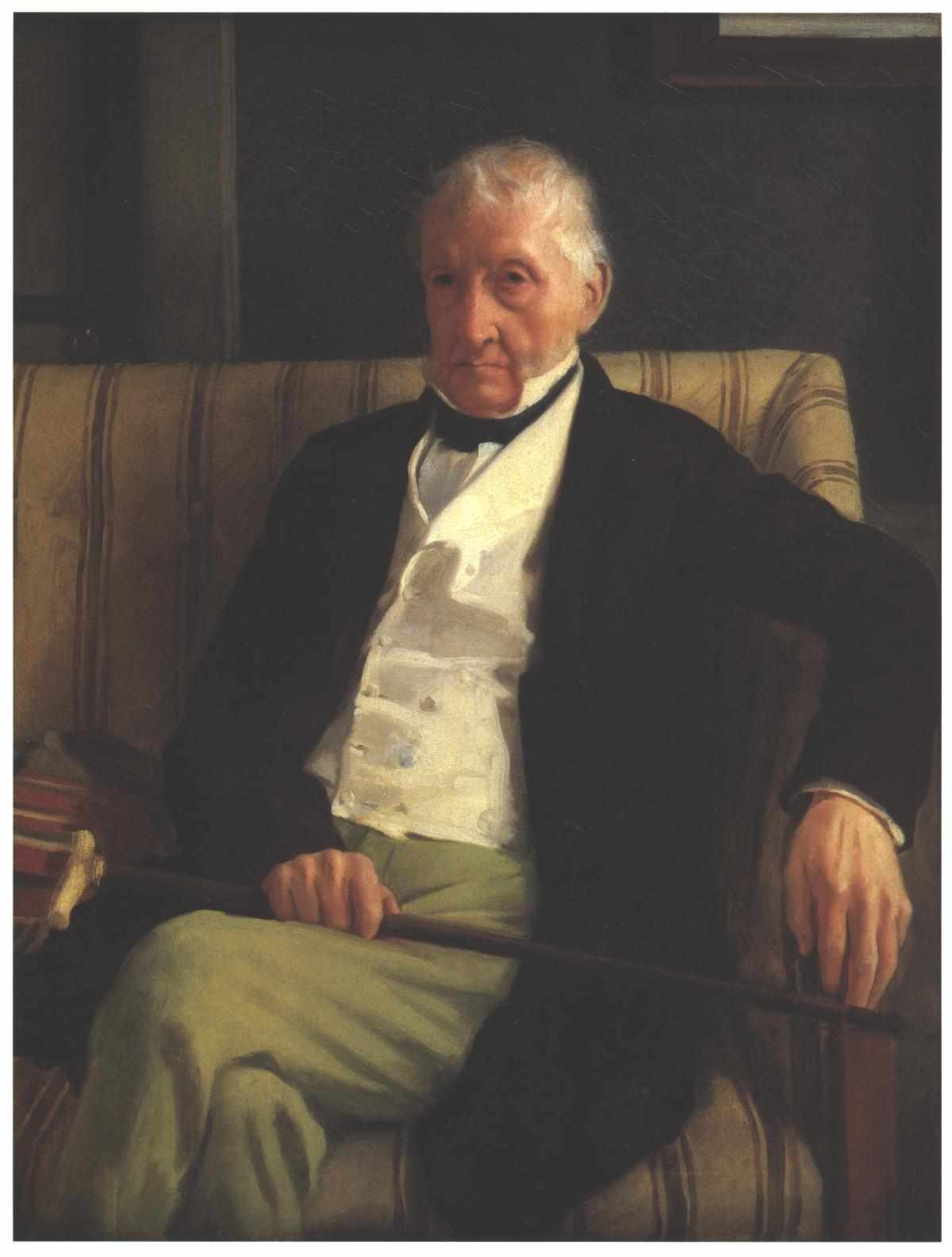
Edgar Degas, Ritratto di Hilaire De Gas, 1857, olio su tela, 53×41 cm, Museo d'Orsay, Parigi

Degas inaugurò questo suo personalissimo grand tour a Napoli. Nella città partenopea l'artista ebbe modo di ricongiungersi con il nonno René Hilaire, che lo ospitò nella sua vasta dimora, palazzo Pignatelli di Monteleone: il viaggio in Italia, oltre a un'inestimabile opportunità formativa, era infatti anche un modo per ricongiungersi con i familiari, in parte residenti a Napoli, in parte a Firenze. Napoli, città esuberante e vivace che offriva un clima splendidamente mediterraneo, serbava all'epoca non solo un grande fervore culturale, ma anche una vasta gamma di divertimenti pittoreschi, gastronomici e carnali. Degas, tuttavia, conduceva una vita ascetica, totalmente dedicata all'arte, e pertanto consacrò il suo soggiorno napoletano al perfezionamento della sua pittura. Notevole, in tal senso, il Ritratto di Hilaire De Gas, opera raffigurante proprio il nonno che si può considerare a pieno titolo il primo cimento artistico di rilievo del giovane Degas.
A Napoli Degas frequentò assiduamente l'Accademia Reale di Belle Arti, pur rimanendone insoddisfatto a causa del taglio decisamente troppo accademico, e le collezioni del museo archeologico nazionale, rimanendo profondamente colpito da «quella massa inestimabile di tesori di arte che dalla famiglia Farnese passò ai Borboni di Napoli». Meditò con grande attenzione anche sui vari dipinti esposti a Capodimonte, a partire dal Papa Paolo III di Tiziano, dal Leone X di Andrea del Sarto e dalla Santa Caterina del Correggio: lo colpirono molto sia l'arte antica, quella a suo giudizio «più forte e più incantevole», e un dipinto del Lorrain, da lui descritto con grande trasporto emotivo: «è il più bello che si possa vedere, il cielo è d’argento gli alberi sono parlanti». Recepì stimoli cruciali anche dalla vibrante scena artistica partenopea, animata in quegli anni - dopo il definitivo tramonto della scuola di Posillipo - dalla pittura naturalistica di Filippo Palizzi, con il quale strinse una solida amicizia. Trascorse piacevoli giornate con il nonno, con il quale intrecciò un rapporto di reciproca stima e rispetto, e fu tremendamente folgorato dal patrimonio naturalistico di Napoli, che descrisse con impegno quasi topografico:
(Edgar Degas)
Altrettanto esemplificativa è la lettera che da Napoli Degas spedì a Parigi al fratello René, nella quale si legge: «Occupo il mio tempo come meglio posso. Non è d'altronde possibile partire prima di una decina di giorni ... Non ho la pazienza e il tempo di scriverti a lungo. Questa mattina vado al museo... Mercoledì sono uscito in vettura con Thérèse e Marguerite. Siamo andati a Posillipo. Sembrava di essere in estate, tanto l'aria era pura. Ho da raccontarti tanto da riempire un intero volume, ma per iscritto non posso che stilare una piccola lettera ...». La presenza in città di Degas, protrattasi sino al 7 ottobre 1856, è commemorata da una lapide affissa sulla facciata del palazzo Pignatelli, la quale recita così:
| «Qui nel monumentale Palazzo dei Pignatelli di Monteleone che il nonno René-Hilaire, da parigino fattosi napoletano, aveva acquistato per la sua famiglia più volte soggiornò EDGAR DEGAS, gloria della pittura moderna. Cette pierre fut posée par les soins des etudiants de l'Institut Francais de Naples 28 mars 1966» | La lapide dedicatoria di Alessandro de' Sangro sull'ingresso della Cappella Sansevero |

##### Roma, Assisi, Firenze
Giunto a Roma, Degas, oltre a interrogare il vastissimo patrimonio museale della città, frequentò assiduamente i corsi di nudi serali di villa Medici, istituzione che offriva ad alcuni giovani pensionnaires (borsisti) francesi previo concorso, l’ospitalità e la possibilità di perfezionarsi nella laboriosa officina artistica capitolina. Qui intrattenne rapporti con Levy, Bonnat, Chapu e Henner e rivide Delaunay, già conosciuto all'École des Beaux-Arts. Importante fu l'amicizia con Gustave Moreau, futuro caposcuola del Simbolismo, dal quale Degas derivò un gusto contagioso per la vigorosa pittura coloristica di Delacroix e per le tecniche degli antichi maestri. A Roma il pittore lavorò alacremente, e realizzò ventotto album contenenti numerosissimi schizzi che non solo ci testimoniano il suo amore per il patrimonio artistico della città (ritrasse le opere dei Musei Capitolini, del Vaticano e di Villa Albani, ma anche il Colosseo, il Foro, Villa Borghese e la folla radunata a San Pietro il lunedì e il martedì), ma ci rivelano anche la sua ferma volontà di eseguire un'opera di grande impegno da esporre al Salon di Parigi in modo da acquisire notorietà. A Roma, in ogni caso, il giovane artista non trascurò tutti quegli svaghi e quelle frequentazioni concesse da una grande città, tanto che fu un assiduo frequentatore del Caffè Greco, abituale punto di ritrovo di artisti italiani e stranieri. Fu qui che conobbe i pittori Léon Bonnat e Amos Cassioli e il musicista Georges Bizet.

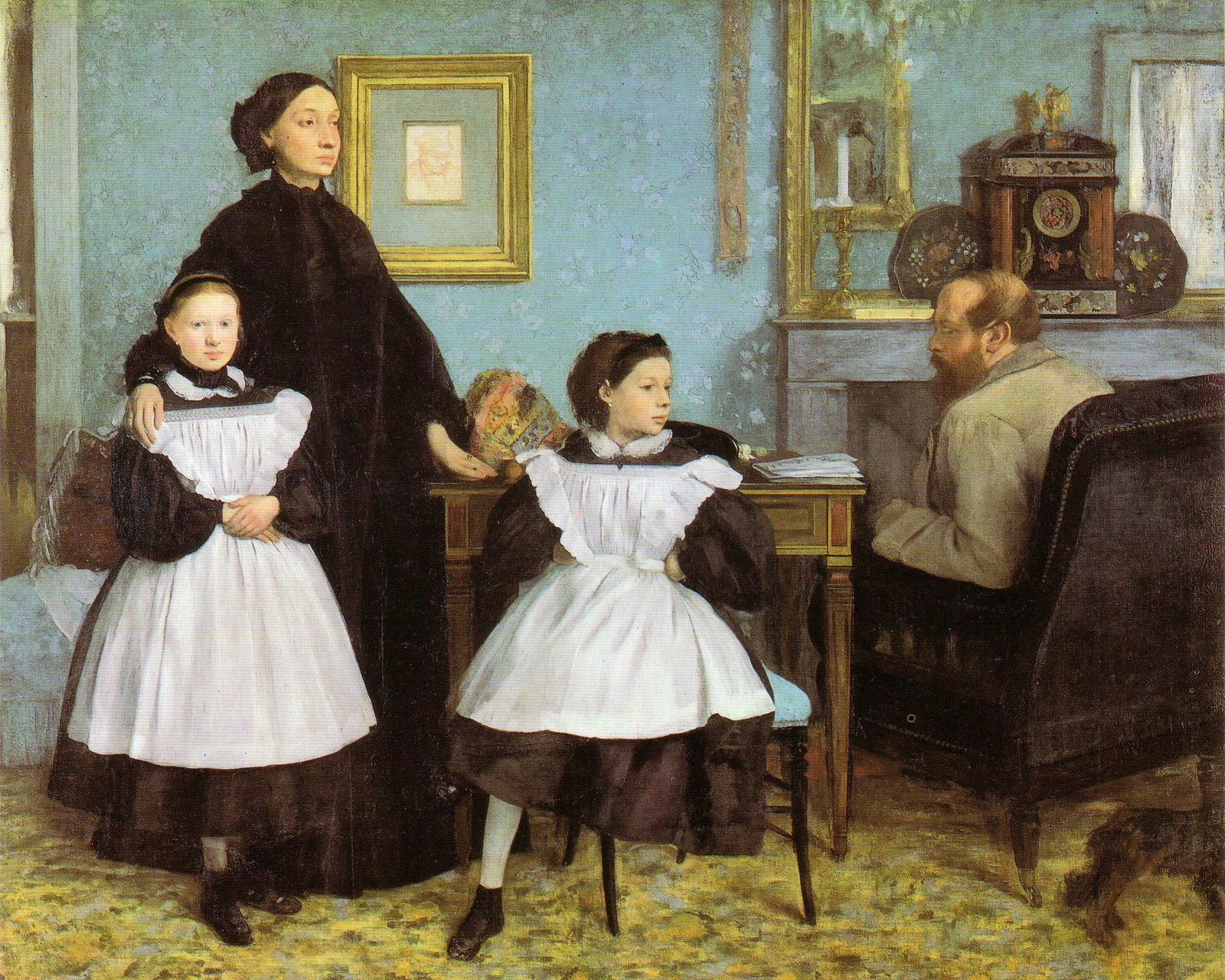
Edgar Degas, La famiglia Bellelli, 1858-1867, olio su tela, 200×250 cm, Museo d'Orsay, Parigi

Degas era uno studioso onnivoro, e una volta lasciata Roma meditò lungamente sui capolavori custoditi nelle varie città disseminate lungo la strada fra la capitale e Firenze, dov’era diretto. Si lasciò ammaliare da Sebastiano del Piombo, «il contrasto fra il movimento e l'amore dell'irrequieto Luca Signorelli e la serenità del Beato Angelico». Pur rimanendo deluso dalla cattedrale di Perugia, la quale «all'interno è restaurata nel modo più ignobile che abbia mai visto: irriconoscibile!», egli non mancò di subire il fascino dell'Umbria, e fu colpito dalle opere di Perugino, Dosso Dossi, Beato Angelico e, soprattutto, Giotto. Ammirò la pittura giottesca e la basilica di San Francesco ad Assisi sino ad esserne profondamente commosso: ammaliato «come un amante», Degas avrebbe confessato: «Non sono mai stato tanto commosso, non rimarrò qui, ho gli occhi pieni di lacrime». «Giotto» ci racconta «è capace di espressione e pathos in modo sconvolgente. Mi trovo di fronte a un genio». Meno viva fu l'impressione che gli lasciò Giulio Romano: «La Deposizione di [Giulio] Romano [...] è quanto di meglio abbia visto di costui: un talento immenso, ma niente che tocchi». Nel frattempo, il padre Auguste - giunto a conoscenza dei progressi del figlio - gli inoltrò una lettera dove lo incoraggiò con paterna benevolenza:
(Auguste De Gas)
Dopo aver fatto rapidamente sosta a Viterbo, Orvieto, Perugia, Assisi e Arezzo, nell'estate 1858 Degas giunse finalmente a Firenze, dove fu ospite degli zii Laura e Gennaro Bellelli che abitavano, con le loro due figlie, in un appartamento a piazza Maria Antonia, nel moderno quartiere del Barbano (l'odierna piazza dell'Indipendenza). Anche nella città fiorentina Degas cercò di attingere insegnamento dai capolavori dell'arte classica italiana, tanto che visitò assiduamente gli Uffizi: egli, tuttavia, non mancò di entrare a contatto con le contemporanee esperienze pittoriche dei Macchiaioli, vivace schiera di pittori che amava ritrovarsi nel centralissimo caffè Michelangiolo, in via Larga. Degas era solito frequentare questo locale insieme all'amico Moreau, con il quale si era nel frattempo ricongiunto. A testimoniarcelo è Diego Martelli, anima intellettuale dei Macchiaioli, il quale ci racconta che «quando per ragioni di famiglia, ed attratto dal desiderio, venne in Toscana, si trovò proprio nel suo centro, fra i suoi antenati artistici Masaccio, Botticelli, Bozzoli e il Ghirlandaio. Il suo culto diventò furore ed una massa di disegni attesta lo studio coscienzioso fatto da lui, per appropriarsi tutte le bellezze e gli insegnamenti dell’arte da loro posseduta». Dopo la partenza del Moreau Degas si annoiò molto «a stare tutto solo» in Toscana, anche se volle trattenersi ancora il tempo necessario per potersi congedare dalla zia Bellelli, nel frattempo assentatasi da Firenze e recatasi a Napoli per porgere l'ultimo saluto all'ormai defunto René Hilaire. 
A Firenze Degas iniziò a lavorare al grande ritratto de La famiglia Bellelli, tela portata poi a compimento a Parigi dopo una gestazione molto complicata e oggi annoverata tra i capolavori della sua giovinezza.

### La seduzione della realtà

#### La scoperta realista
Dopo i ripetuti richiami di papà Auguste, Degas nella primavera del 1859 fece ritorno a Parigi, stavolta carico di ambizione e di fiducia nelle proprie capacità e nell'avvenire: anche una volta divenuto adulto, in effetti, il pittore avrebbe ricordato il periodo italiano con grande nostalgia, come uno dei migliori della sua vita. In Francia, in ogni caso, Degas ebbe agio di conciliare il bagaglio museale acquisito in Italia con una visione dinamica della vita contemporanea, ricca di vivacità e di freschezza. Su questa linea nacque una serie di quadri a sfondo storico, talora anche di formato grande. Il quadro più significativo di questo periodo è certamente Giovani spartane, alla cui trattazione rimandiamo nella pagina apposita, anche se Degas scelse nel 1865 di debuttare al Salon con un altro dipinto, Scene di guerra nel Medioevo (anche noto come Le sventure della città di Orléans). Con grande delusione dell'artista, il quadro quasi sfuggì all'attenzione della critica, la quale venne completamente calamitata dalla scandalosa Olympia di Manet, esposta presso lo stesso Salon.

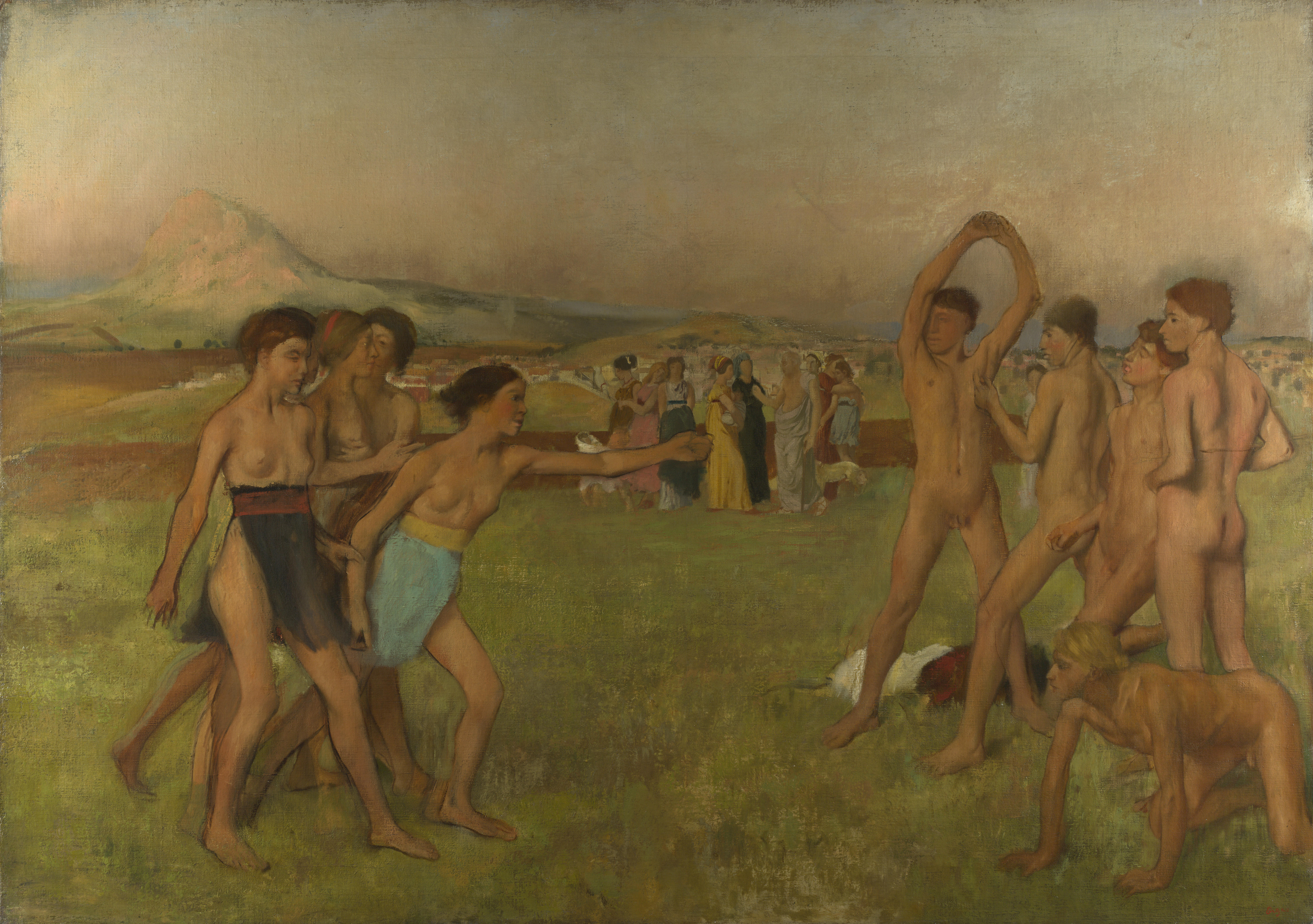
Edgar Degas, Giovani spartane, 1860-1862, olio su tela, 109×154,5 cm, National Gallery, Londra

Édouard Manet in quegli anni si era guadagnato la nomea di rivoluzionario a causa della portata scandalosa di alcuni suoi dipinti – bastino per tutti gli esempi della già menzionata Olympia o della Colazione sull'erba – i quali non si rivolgevano ipocritamente a temi classici o mitologici, bensì alla contemporaneità, pur nel sostanziale rispetto dei modelli classici. Manet, dunque, era fautore di una conciliabilità tra passato e presente, e su questo punto si trovava con Degas, del quale fece conoscenza già nel 1862, trovandolo al Louvre intento a copiare con fervore l'Infanta Margherita di Diego Velázquez. Stimolato da Manet, Degas si avvicinò maggiormente alle istanze realiste promosse già un decennio prima da Gustave Courbet, strenuo promotore di un'arte che sovvertisse l'ideale pittorico tradizionale e che restituisse dignità agli aspetti meno nobili della vita quotidiana. Nel suo Manifesto del Realismo, pubblicato nel 1861, leggiamo:

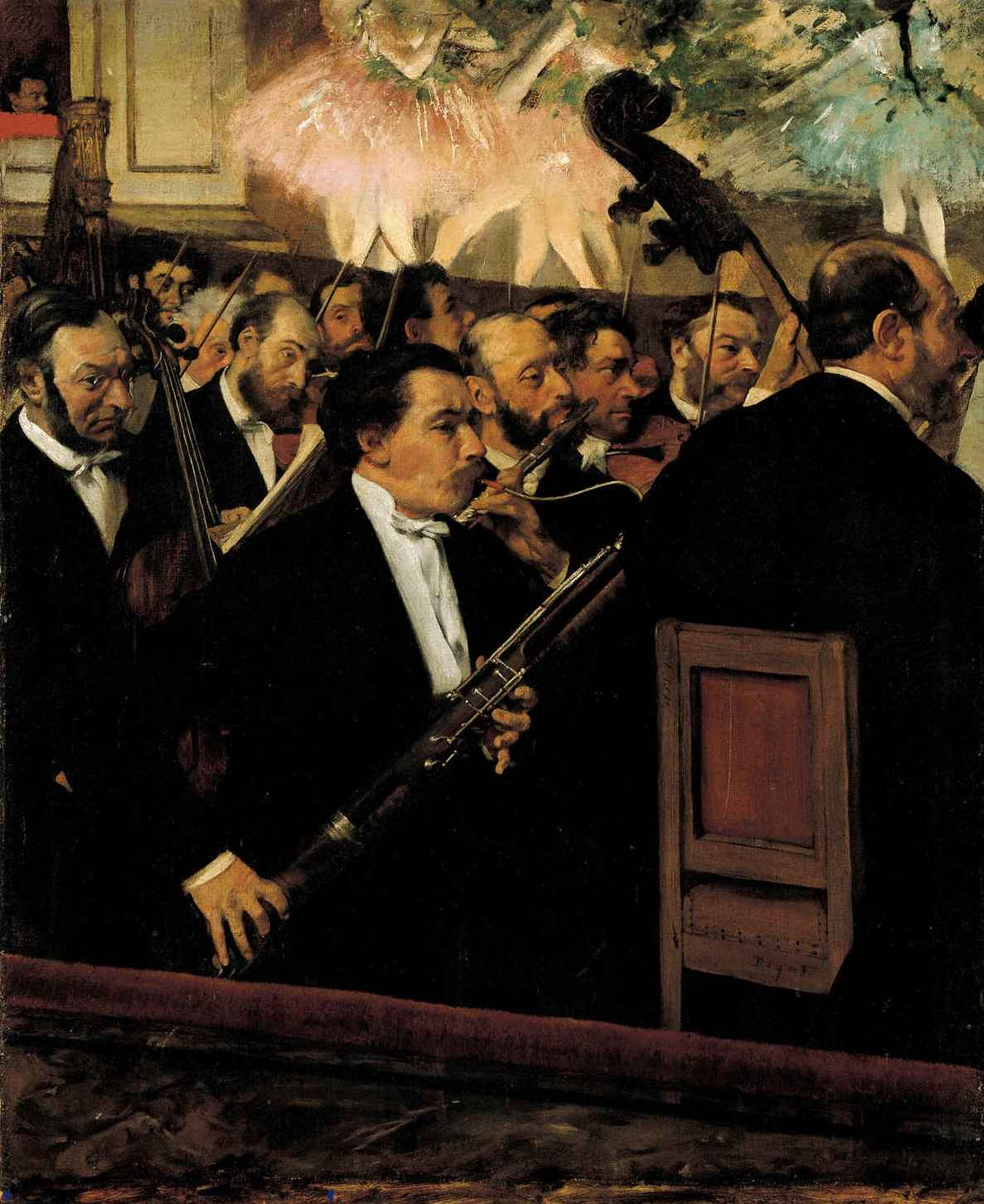
Edgar Degas, L'orchestra dell'Opéra, 1868 circa, olio su tela, 56,5×46 cm, Museo d'Orsay, Parigi

(Gustave Courbet)

#### L'ipotesi impressionista
Cosciente dell'impulso nuovo dato alla pittura da Courbet, Degas distolse lo sguardo dai temi storici per porlo su quelli legati alla vita contemporanea, spronato anche dalle varie amicizie con i musicisti, i quali gli fecero scoprire il colorato mondo delle quinte del teatro. Il definitivo approdo a questo modo di fare arte è suggellato dall'esecuzione nel 1867-1868 del Ritratto di Madamoiselle E. F...; a proposito del balletto "La Source", il primo dipinto dell'artista che ha come tema un balletto contemporaneo. Questo mutamento tematico toccherà infatti il suo apice all'inizio degli anni 1870, quando Degas aggiornò completamente la propria œuvre secondo i dettami realisti, scoprendo il presente e raffigurando quasi esclusivamente fantini, balletti, lavandaie, scene casuali di trambusto sui boulevard o la solitudine dell'umanità parigina in quella che era definita la «capitale del XIX secolo».
Questa progressiva evoluzione dell'arte degassiana fu accompagnata da una crescente insofferenza verso la pratica artistica accademica e, soprattutto, verso i Salon. In tal senso egli pubblicò sul Paris Journal del 12 aprile 1870 una lettera rivolta ai giurati del Salon, nella quale criticò le metodologie espositive adottate nelle varie mostre, in occasione delle quali - per esempio - non veniva accordato sufficiente spazio tra un dipinto o l'altro (la lettera è riportata integralmente nella nota ). Se in quest'occasione Degas cercò di assumere una posizione sostanzialmente moderata, più tardi egli smise di combattere all'interno dei canali ufficiali dei Salon e iniziò a collaborare con Paul Durand-Ruel, mercante d'arte che grazie a uno spiccato senso degli affari e al coraggio di proporre delle novità al pubblico, si interessò con grande fervore ai pittori di Barbizon e, infine, agli Impressionisti. Degas, d'altronde, non desiderava ottenere un riconoscimento comunitario dei propri meriti, ed era disposto a tutto pur di sfuggire al giudizio superficiale e grossolano dei giudici del Salon.
Questo periodo di sperimentazione pittorica viene momentaneamente interrotto nel 1870 dallo scoppio della guerra franco-prussiana. Degas, arruolato in un reggimento di fanteria, è posto agli ordini del fu compagno di scuola Henri Rouart, con il quale riprese una vecchia amicizia. Ritornato a Parigi dopo la resa di Sedan, durante il confuso e sanguinoso periodo della Comune si trasferì a Ménil-Hubert dai Valpinçon. Durante gli anni difficili del dopoguerra, invece, Degas si recò innanzitutto a Londra in compagnia del fratello minore René, per poi spingersi nel 1873 a New York e, infine, a New Orleans, dove fu ospite dei parenti della madre. Degas fu molto deluso dalla monotonia del paesaggio nordamericano, ma apprezzò molto questo soggiorno in quanto gli offrì la possibilità di dipingere vibranti tranche de vie ottocentesche. Egli, in particolare, amò molto ritrarre i propri cari o spaccati di vita del lavoro: esemplari in tal senso il Mercato del cotone a New Orleans e L'ufficio dei Musson. La lettera che Degas indirizzò all'amico Lorenz Frölich, in effetti, lascia presupporre un'attività molto feconda:
(Edgar Degas)

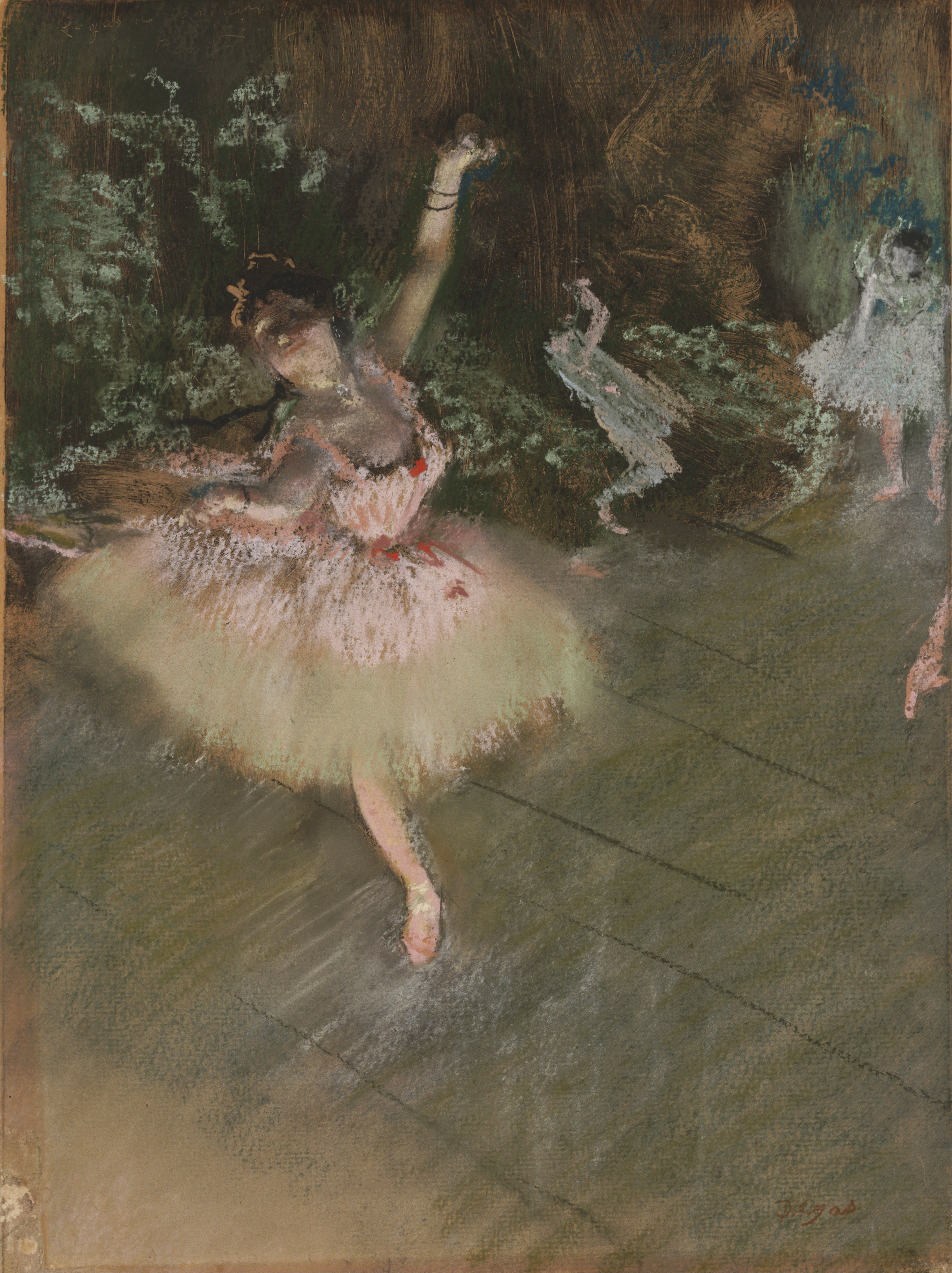
Edgar Degas, La stella, 1876-78, pastello e inchiostro su carta, 44,2×34,3 cm, Philadelphia Museum of Art

Nonostante Degas in fondo apprezzasse molto l'America, soprattutto sul piano tecnologico (un'innovazione che ammirò molto fu, ad esempio, quella dei vagoni-letto sui treni), alla fine fu ben felice di ritornare in Francia («La mancanza dell'Opéra [in America] è una vera tortura!») e di avvicinarsi ulteriormente al gruppo degli Impressionisti, al quale si sentiva affine per la grande voglia di fare e per la forte insofferenza alla pittura ufficiale del tempo. Nonostante alcuni screzi sia con Manet che con gli altri colleghi, dei quali non condivideva alcune idee di fondo (in particolare in merito all'utilità del plein air, alla linea e al colore), Degas fece causa comune con gli Impressionisti e perorò con fervore l'idea di Monet di organizzare una mostra collettiva auto-finanziata. Fu in questo modo che, nonostante le posizioni estetiche opposte, Degas entrò a far parte della «Società Anonima degli artisti, pittori, scultori, incisori ecc.» e, tracimante di disprezzo verso i Salon, partecipò alla celebre collettiva impressionista del 15 aprile 1874 con ben dieci opere. Nonostante non fosse stato sistematicamente esposto dai Salon, Degas continuò a esporre regolarmente al loro fianco (salvo che nel 1882) fino al 1886. Il rapporto tra Degas e l'Impressionismo, tuttavia, è molto articolato e complesso, e ne parleremo in dettaglio nel paragrafo Degas e il presente: cenni stilistici e rapporti con l'Impressionismo.
Non a caso Degas, nonostante fosse uno dei più ferventi organizzatori delle mostre impressioniste, preferì sempre definirsi «realista» piuttosto che «impressionista». Negli anni 1870, in effetti, Degas operò nel segno di un'aderenza al vero sobria e al contempo vigorosa, concentrandosi sul mondo dei fantini e delle ballerine: fu proprio in virtù di queste felici peculiarità che realizzò i suoi più grandi capolavori, come La classe di danza, Carrozza alle corse e L'assenzio. Grazie a questo genere di quadri Degas riuscì anche a ripristinare un decoro nella propria situazione finanziaria, tracollata in seguito alla morte del padre. Fantini e ballerine, insomma, sono nuclei tematici fondamentali per la comprensione dell'œuvre degassiana, e perciò meritevoli di due paragrafi distinti, rispettivamente Fantini e Ballerine.

### Maturità
Una volta superato il tracollo economico dovuto alla morte del padre, a causa del quale patì ristrettezze e sacrifici, Degas riuscì a consolidare la propria notorietà. Particolarmente fortunata fu la quinta mostra degli Impressionisti, allestita nell'aprile 1880 in rue des Pyramides, dove Degas espose una decina di opere attirandosi l'entusiasmo di Joris-Karl Huysmans, astro letterario del tempo, che nove anni dopo avrebbe dedicato ai nudi del pittore pagine tracimanti di ammirazione. Durante gli anni ottanta del XIX secolo, infatti, l'interesse di Degas fu catturato soprattutto da «nudi di donna intente a bagnarsi, lavarsi, asciugarsi, strofinarsi pettinarsi o farsi pettinare»: nudi naturalistici, dunque, intenti in attività quotidiane e in gesti prosaici e spontanei.
Pur devastato nel 1883 dalla morte dell'amico Manet, Degas si avvicinò anche alla scultura, realizzando opere in cera e creta dalla «terribile realtà» (a parlare è sempre Huysmans) e rivolgendosi agli stessi temi che sino ad allora aveva affrontato in pittura, perlopiù cavalli, fantini, ballerine o donne colte in attività quotidiane. Della produzione plastica di Degas, molto intensa (celebre è la Piccola danzatrice di quattordici anni), se ne parlerà più approfonditamente nel paragrafo Scultura. Frattanto viaggiò instancabilmente: nel 1880 si recò in Spagna, paese che lo colpì molto e dove ritornò nel 1889 in compagnia dell'italiano Giovanni Boldini, mentre nel 1886 ritornò nell'amata Napoli. Il suo carattere, notoriamente brusco, arrivò addirittura a stemperarsi, come leggiamo nella seguente lettera (indirizzata al pittore Évariste Bernard Valernes):
(Edgar Degas)

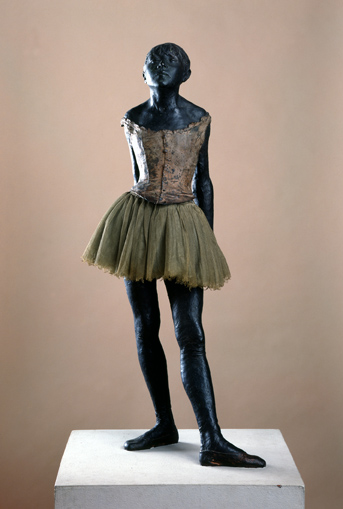
Edgar Degas, Piccola danzatrice di quattordici anni, 1878 circa, 104 cm, Staatliche Kunstsammlungen Dresden

Questi, tuttavia, furono anni molto difficili per il pittore. La sua statura artistica era ormai chiara a tutti, e - anzi - venne ribadita nella mostra personale allestita nella galleria Durand-Ruel nel 1893, dove il pittore espose monotipi rialzati a pastello ispirati a un viaggio in Borgogna che aveva compiuto nel 1890 in compagnia dello scultore Bartholomé. Ciononostante, a partire dagli anni novanta del XIX secolo la sua esistenza iniziò a essere contrassegnata dalla solitudine e dall'emarginazione. Egli, infatti, inasprì molto gli animi degli amici intervenendo sul cosiddetto «affare Dreyfus» e schierandosi apertamente contro quest'ultimo, un ufficiale ingiustamente accusato di spionaggio e tradimento e in realtà vittima di antisemitismo nazionalista in quanto ebreo alsaziano. Anche Bartholomé, lo scultore con cui si era recato in Borgogna e che lo aveva accompagnato nel 1897 al Musée Ingres di Montauban, gli volse le spalle, oltraggiato dal credo anti-dreyfusardo di Degas, che sul volgere del Novecento frequentava quasi esclusivamente i Rouart. Complice anche il suo celibato, Degas iniziò un lento e inesorabile declino psicologico:
(Edgar Degas)
Sin dagli anni 1890, inoltre, Degas accusava forti disturbi alla vista, i quali sul finire del secolo sarebbero poi degenerati portando alla cecità. Furono anni di solitaria alienazione, in cui Degas fu grandemente oppresso dall'infermità e dalle inquietudini professionali che ne scaturirono. Con la vista abbassata, infatti, Degas rinunciò alla pittura e al disegno e si rivolse prevalentemente alla scultura, l'unica tecnica artistica che poteva essere sottoposta al tatto, senso ormai diventato prevalente. Il crepuscolo umano e artistico di Degas, ormai disilluso nei confronti della vita, viene impietosamente descritto da Valéry:
(Paul Valéry)
Stroncato da un aneurisma cerebrale, Degas sarebbe infine morto a Parigi il 27 settembre 1917, quando l'Europa veniva dilaniata dalla prima guerra mondiale. Al modesto funerale che gli venne tributato parteciparono solo una trentina di persone, fra cui Mary Cassatt e l'ormai anziano Monet, l'ultimo degli impressionisti della vecchia guardia: la stagione dell'Impressionismo, ormai, si può dire definitivamente conclusa. La sua salma riposa nella tomba di famiglia al cimitero di Montmartre a Parigi.

## Degas tra passato e presente

### Degas e il passato

#### «Copiare e ricopiare i maestri ...»
Per comprendere adeguatamente il profilo artistico di Degas è indispensabile coglierne le connessioni con gli immensi depositi culturali del passato. Degas, infatti, fu meno disposto di altri suoi colleghi ad accantonare l'eredità dei grandi maestri, ai quali si riferì sempre con appassionata devozione. Non a caso egli considerava i musei come il luogo congeniale alla formazione di un artista, e a tutti coloro che gli chiedevano consigli per migliorare le proprie tecniche egli ricordava caparbiamente l'importanza di copiare i capolavori del passato. È comunque considerato uno de maestri dell'Ottocento ed ha lasciato il segno con il suo stile innovativo. Una delle sue massime:
(Edgar Degas)
Lo stesso Degas, stimolato dai numerosi viaggi in Italia e dall'erudizione del padre, meditò con molta attenzione sulle pitture conservate al Louvre, e soprattutto sui primitivi del Rinascimento. I maggiori referenti della pittura degassiana, oltre a Ingres (del quale si parlerà nel paragrafo successivo), sono in particolare Dürer, Mantegna, Rembrandt, Goya, Poussin, Velázquez e David. Questa massacrante attività di studio, oltre a far vacillare malauguratamente i suoi propositi di divenire artista, servirono soprattutto a farlo riflettere sulle procedure grafiche adottate dagli antichi maestri e sul «come» questi affrontassero i problemi relativi alla rappresentazione pittorica.
Degas, in fase di copiatura, rispettava filologicamente le tecniche artistiche già impiegate dai grandi maestri. La matita come oggi noi comunemente la conosciamo, per esempio, si diffuse solo dopo la scoperta delle miniere di grafite nel Cumberland, nel 1566: durante il Quattrocento, infatti, i pittori usavano strumenti grafici muniti di materie coloranti diverse, come piombo, stagno o argento, le quali lasciavano tracce generalmente molto sottili e indelebili. Degas, in ossequio ai principi degli antichi, quando ricopiava opere d'arte in Italia usava spesso la mina di piombo e, addirittura, dopo aver tracciato il disegno talvolta stendeva delle lumeggiatura di biacca. In altri casi, invece, preferiva eseguire dipinti a olio. Assai eterogenei sono anche i parametri adottati da Degas per l'esecuzione della copia, la quale talvolta è molto semplice, rapida e compendaria (presumibilmente l'artista l'aveva realizzata solo per fissare sulla carta la memoria essenziale dell'opera in esame), mentre in altri casi risulta essere più dettagliata e rigorosa.
Nonostante la sua deferenza alla linea ingresiana, della quale si discuterà nel paragrafo successivo, Degas apprezzò molto anche il sontuoso cromatismo dei maestri veneti, come Giorgione (che riecheggia nella figura tergale del Ritratto della famiglia Bellelli), dal quale derivò per l'appunto una spregiudicata disinvoltura con il colore. Le esperienze pittoriche veneziane e ingresiane fungono dunque da coordinate teoriche della genesi della pittura degassiana. Ciò malgrado, Degas le ripensa alla luce di una sintesi creativa che, pur muovendo da esse, procede criticamente oltre i loro risultati, e mette a capo a una nuova visione dell'arte squisitamente postmodernista: era infatti sua intenzione gettare un ponte tra due epoche, legando il passato al presente, il «vecchio» al «nuovo». Egli, in effetti, aveva assimilato e interiorizzato la lezione dei grandi maestri, e ciononostante finì per essere un grande innovatore, in campo non solo pittorico, ma anche scultoreo, tipografico e fotografico.

#### Ingres
Il principale punto di riferimento in rapporto al quale si è costituita l'arte degassiana è la pittura classicista di Jean-Auguste-Dominique Ingres. Con il pittore di Montauban, per esempio, Degas concordava in merito all'indispensabilità di una formazione condotta sull'esempio dei classici della pittura. Ingres, in particolare, riteneva che fosse obbligo di un aspirante artista interpretare con «la sincerità del proprio cuore» (vale a dire con la propria matrice morale e intellettuale) gli esempi desunti dai «maestri antichi» e dagli «infiniti tipi che vi sono in natura»: era opinione di Ingres, infatti, che in questo modo l'artista, pur intervenendo direttamente sul dato naturale (ovvero il modello), era in grado di purificarlo dalle eventuali imperfezioni, mediante una catarsi della forma che si opera solo allorché si ha una buona consapevolezza delle pitture degli antichi maestri.
Tralasciando questo pur significativo punto di tangenza, il più grande debito contratto da Degas nei confronti di Ingres concerne il piano più strettamente grafico. Ingres, infatti, di distinse particolarmente come disegnatore, a tal punto che molti dei suoi elaborati grafici non lasciano affatto desiderare una traduzione in pittura. Anche i suoi dipinti, tuttavia, sono caratterizzati dall'assoluto predominio della linea di contorno, delineata con sentimento musicale, in modo tutt'altro che freddo o accademico. Rimane infatti famosa la sua dissertazione in merito al disegno, mezzo fondamentale per la ricerca della forma:
Non a caso, quando Degas andò a visitare l'ormai anziano maestro presso la sua dimora di Montauban, questi gli dette il memorabile consiglio di «disegnare linee, molte linee, dal vero o a memoria». Questo indefesso amore per la purezza del disegno, come vedremo nel prossimo paragrafo, fu causa di notevoli attriti tra Degas e gli altri Impressionisti.

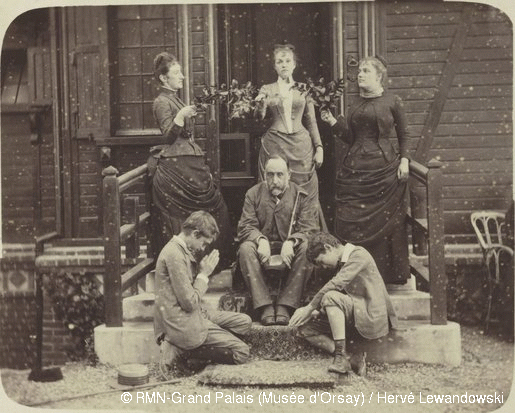
Walter Barnes, Apoteosi di Degas, 1885, stampa su carta argentica incollata su cartone, 9×11 cm, Museo d'Orsay, Parigi

L'ammirazione che Degas provava per Ingres, in ogni caso, non si risolveva in un semplice desiderio di emulazione pittorica. Degas, infatti, era un appassionato collezionista di opere ingresiane, che raccoglieva nella propria abitazione a rue Victor-Massé grazie anche alla collaborazione del gallerista Durand-Ruel. «Morirò all'albergo dei poveri» sospirava divertito Degas «ma è così divertente!». I vari modelli dei ritratti ingresiani, d'altronde, si andavano impoverendo sempre di più, a vantaggio dei galleristi che ne battevano i dipinti in aste pubbliche e di Degas, il quale «attendeva vigile l'apparire di quei vivi fantasmi» (Marco Fabio Apolloni). Alla fine Degas arrivò a raccogliere almeno diciassette dipinti e trentatré disegni di Ingres, di cui uno studio della testa di Giove per Giove e Teti, una Fanciulla con turbante, una piccola replica del Ruggero e Angelica e uno studio della figura allegorica dell'Iliade per l'Apoteosi di Omero. Era proprio l'Apoteosi di Omero l'opera ingresiana prediletta da Degas, come ci testimonia Paul Valéry:
(Paul Valéry)
Per attestare l'ammirazione che provava nei confronti dell'Apoteosi di Omero, e anche per ribadire la continuità che lo legava con il venerato maestro, Degas arrivò persino a predisporre un tableau vivant fotografico denominato, per l'appunto, Apoteosi di Degas. Lo scatto, eseguito da un fotografo di nome Walter Barnes, fu tuttavia molto osteggiato da Degas, che amareggiato borbottò che «sarebbe stato molto più opportuno riunire le mie tre muse e i miei chierichetti su uno sfondo bianco o chiaro, soprattutto le forme delle donne sono andate perse. Bisognava anche fare stringere di più le persone».

### Stile e rapporti con l'Impressionismo
Degas viene giustamente inserito nella genealogia dell'Impressionismo. Egli, in effetti, partecipò con grande assiduità a tutte le mostre del gruppo, fatta eccezione per quella del 1882, e come i suoi colleghi nutriva un'appassionata devozione per le opere di Édouard Manet, pittore che per primo si era emancipato dalle piacevolezze borghesi ed era approdato a una grande libertà espressiva e ad una costante quanto disinibita rappresentazione della sua contemporaneità. Con Manet, vero e proprio antesignano dell'Impressionismo, Degas strinse in effetti un'amicizia profonda e disinteressata la quale, nonostante le varie frizioni a volte esistenti, costituirà il nucleo essenziale attorno al quale si aggregheranno i futuri frequentatori del Café Guerbois. Il Café Guerbois era frequentato da quei giovani che erano agitati da una forte insofferenza per l'arte accademica del tempo e costituiva per questi artisti non solo un momento di discussione e di accesi dibattiti, ma anche un'occasione di riunione e di scambio di esperienze comuni: Degas, ovviamente, non osava rinunciare a un punto di riferimento così sicuro e stimolante, e partecipò assiduamente ai vari appuntamenti del Café. Così come Manet, inoltre, Degas era profondamente attratto dalla fremente realtà e perciò si distaccò dalle magniloquenti scene storiche e mitologiche predilette dai professori dell'Accademia per dedicarsi alla rappresentazione della «vita moderna», diventandone uno degli interpreti più raffinati e cantandone «l'anima meglio di chiunque altro» (a parlare è lo scrittore Edmond de Goncourt).

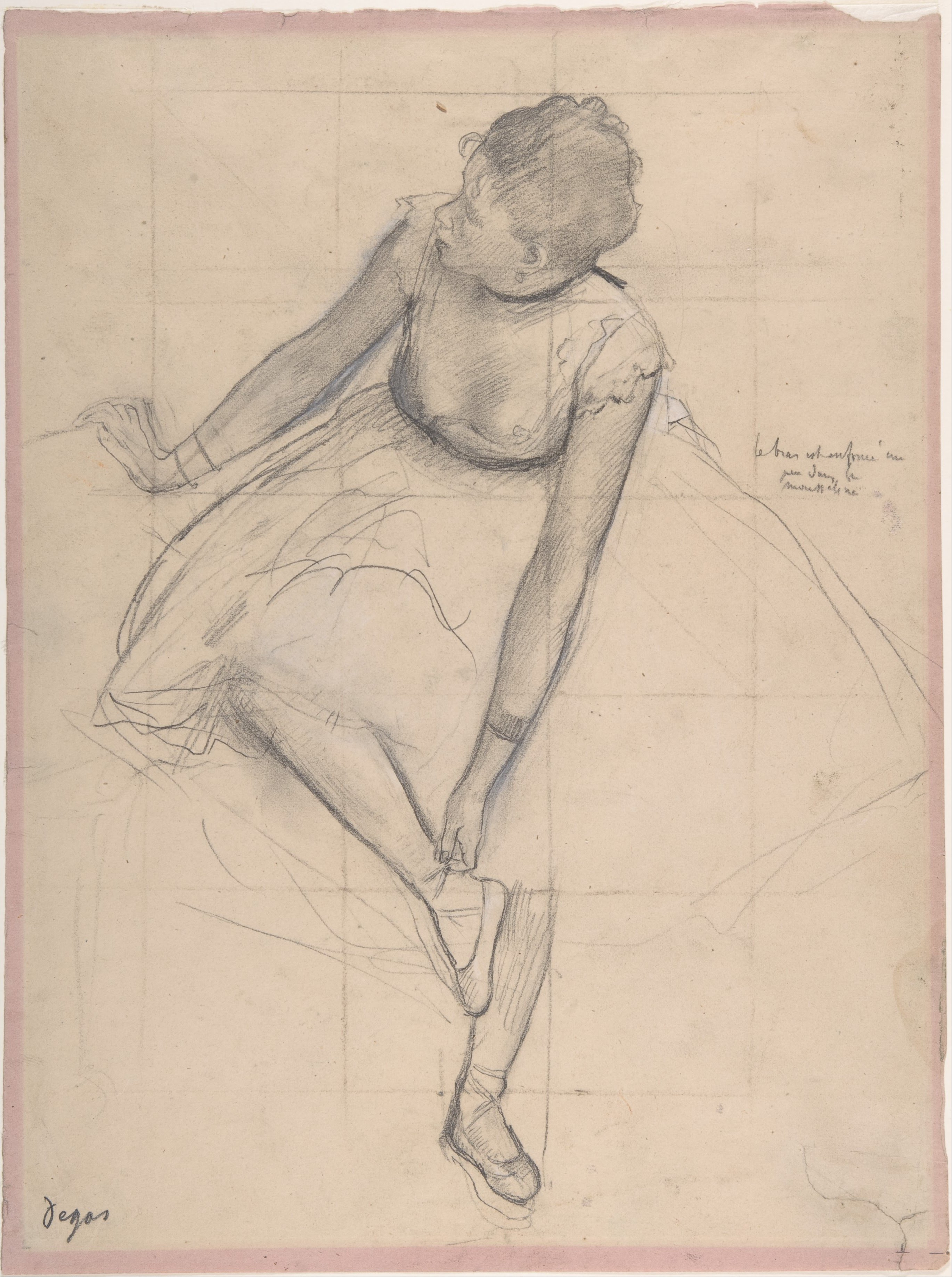
Edgar Degas, Ballerina che si accomoda la calzatura, 1873. La matita corre leggera nel tracciare, con un segno preciso, rapido e sicuro, una ballerina vista frontalmente mentre si aggiusta la calzatura. Speciale menzione merita il chiaroscuro, morbidamente sfumato.

Nondimeno vi sono divergenze radicali tra il credo artistico di Degas e quello professato da quanti vengono canonicamente considerati gli impressionisti «ortodossi», come Renoir, Sisley, Monet, Pissarro e Berthe Morisot. Mossi dall'esigenza di rappresentare la realtà nella sua immediatezza, fuggevole ed irripetibile, gli Impressionisti impiegavano pennellate rapide e fluenti e rifiutavano spregevolmente la definizione, la quale «immobilizza» gli enti nella loro staticità. Degas, al contrario, ricordava molto bene la lezione di Ingres e riteneva il disegno il maggiore strumento di elaborazione della realtà: nelle opere degassiane, invero, la linea che contorna gli oggetti è sempre molto netta e marcata. Nonostante la sua naturale idiosincrasia verso le codificazioni accademiche, infatti, Degas predispose sempre diversi schizzi preparatori e disegni di ogni tipo propedeutici all'effettiva realizzazione dell'opera, che veniva quindi sviluppata tramite un arduo lavoro preliminare. Si trattava questa di una metodologia violentemente rigettata dagli altri Impressionisti, che preferivano utilizzare il colore giustapposto a macchie per un'esortazione più veloce ed agevole del mondo.
Come notato dalla critica d'arte Maria Teresa Benedetti, Degas dal canto suo «era totalmente contrario alla spontaneità e all'immediatezza su cui altri tanto insistevano», siccome «l'attenzione che molti dedicavano alla luce e all'atmosfera [veniva spostata da Degas] sul valore degli oggetti spostati da vicino: [egli] percepiva la realtà che gli stava attorno in modo diverso da come la vedevano Renoir, Pissarro o Monet», siccome «più che abbracciare, il suo sguardo analizzava». In aperta controtendenza con l'impostazione impressionista, inoltre, Degas rifiuta il plein air e la pittura condotta direttamente sur le motif e preferisce intervenire sul soggetto da dipingere in maniera meno agitata e più meditativa: esemplare, in tal senso, la confessione che rivolse al mercante Ambroise Vollard, cui confidò che «se fossi il Governo, avrei istituito una squadra di gendarmi per sorvegliare chi dipinge paesaggi dal vero ...». Appare dunque lampante come egli preferisse lavorare in studio, sulla base del ricordo e dell'elaborazione mentale, e come gli apparisse più congeniale la luce artificiale degli interni, la quale era più facilmente manipolabile rispetto ai fugaci bagliori della luce esterna. Anche la rinuncia a un reticolo prospettico ben definito e l'abolizione del bianco e del nero in quanto non-colori sono prescrizioni squisitamente impressioniste che nella produzione di Degas appaiono ampiamente disattese.
Nonostante l'impegno impressionista, dunque, Degas è dotato di una fisionomia artistica non anomala, ma autonoma: basti pensare che lo stesso artista preferiva farsi definire «realista» o, al massimo, «naturalista», al punto da proporre in occasione dell'ottava mostra impressionista l'etichetta multipla di «gruppo di artisti indipendenti, realisti e impressionisti». Si tratta di una posizione che si sposa perfettamente con le caratteristiche dell'Impressionismo, movimento privo di un manifesto programmatico in grado di spiegarne l'ideologia o le finalità e di una base culturale coerente (non vi è maggiore disomogeneità, infatti, tra le ricerche degli stessi membri della «Società», i quali provengono da diverse esperienze biografiche, artistiche e professionali). Lo stesso Duranty individuò una frattura tra gli impressionisti «coloristes» (quelli canonici alla Monet) e quelli più propriamente «dessinateurs», come Degas. Comunque sia, la pittura degassiana ebbe un fortissimo impatto sulla pittura impressionista e ne contribuì ad accelerare il superamento, ponendo le basi del cosiddetto neoimpressionismo. L'influenza esercitata da Degas, in ogni caso, non si limitò al solo Ottocento e lo stesso artista divenne un imprescindibile punto di riferimento per le generazioni future. 

## Contenuti
I fantini e le ballerine sono indissolubilmente legati al nome di Degas, il quale visitò spesso questi soggetti nella propria œuvre pittorica e scultorea. Altrettanto frequenti, all'interno della vicenda artistica degassiana, sono i nudi femminili, altro soggetto di cui si parlerà nella presente sede.

### Fantini
L'ippodromo di Longchamp venne inaugurato nel 1857 lungo il margine sudoccidentale del Bois de Boulogne su volontà di Napoleone III e testimonia il crescente interesse suscitato dall'ippica in Francia. Le sfolgoranti vittorie che i cavalli francesi avevano segnato in Inghilterra nel 1865, infatti, avevano favorito la notorietà di questa disciplina, a tal punto che le varie gare - ormai assurte a veri e propri eventi mondani e galanti - iniziarono a essere frequentate da migliaia di spettatori (di questi appuntamenti sportivi a Longchamp ne parlò persino Émile Zola in Nanà). Le corse ippiche di Longchamp suscitarono ovviamente anche la calorosa approvazione di Degas, il quale fu un protagonista di primo piano nelle vicende dell'ippodromo, a tal punto che arrivò persino a pubblicizzare le gare e a contribuire alla redazione del regolamento. Sia Manet che Degas, ovviamente, faticavano a rinunciare ai pennelli anche nei momenti di svago e perciò il mondo delle corse ippiche divenne per loro un pretesto per immortalare una Parigi in piena metamorfosi, non più la città dei Miserabili di Victor Hugo, ma già la ville lumière avviata al Novecento e alla sua mitica modernità. I punti di vista dei due autori erano tuttavia radicalmente diversi, suggerendo una rispondenza tra la visione di ciascuno e la trasposizione pittorica della scena.

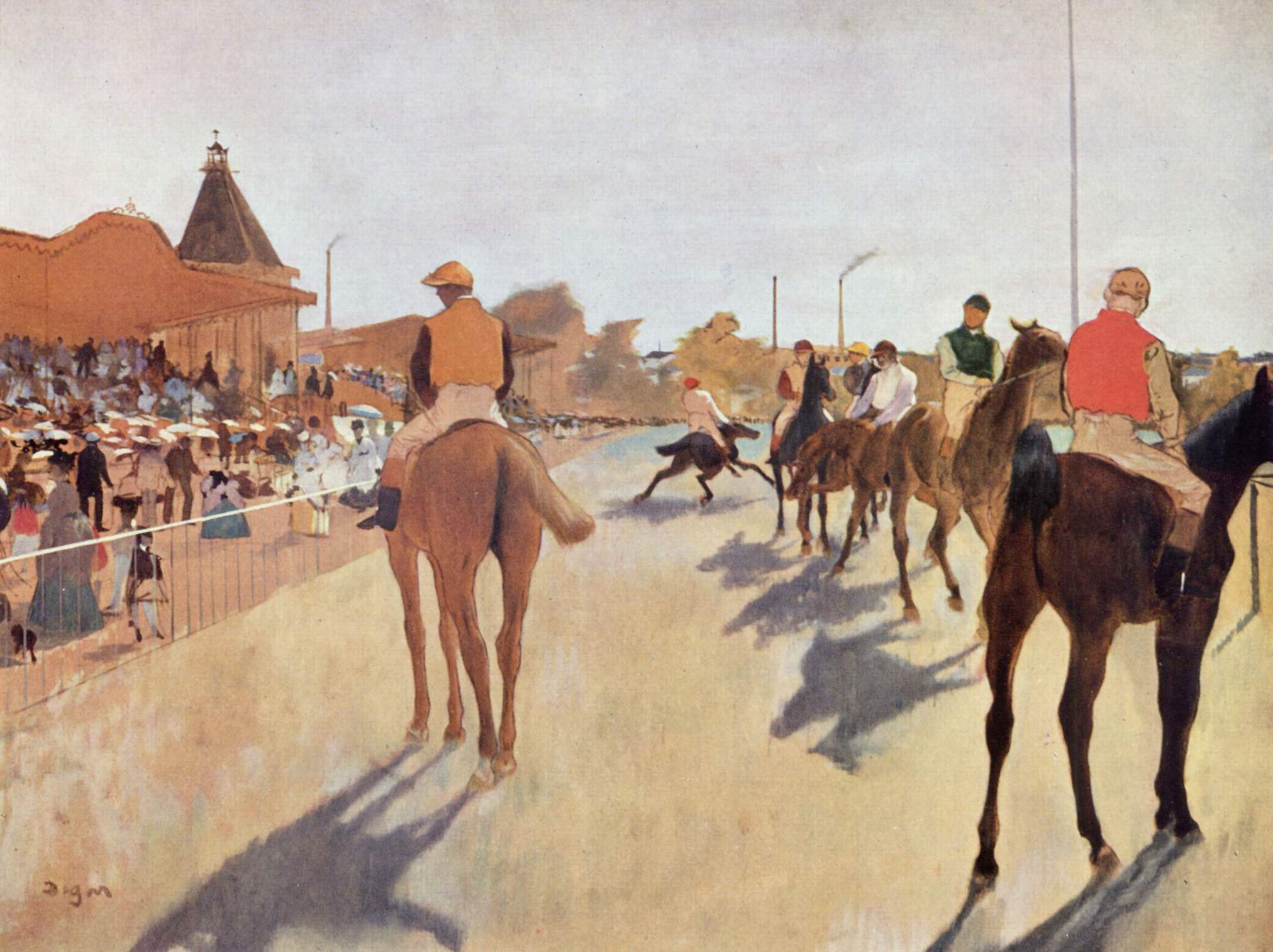
Edgar Degas, Fantini davanti alle tribune, 1869-1872, olio e trementina su tela, 46×61 cm, Museo d'Orsay, Parigi

Manet, infatti, nelle sue opere (pensiamo a Corse a Longchamp) esalta il dinamismo e la velocità dei cavalli in corsa e restituisce una scena rumorosa, palpitante, quasi frenetica, con il punto di vista collocato al centro della pista e i vari astanti ridotti a mere macchioline di colore. Degas, invece, offre un'interpretazione di questo svago sostanzialmente diversa da quella dell'amico. Raramente, infatti, Degas si cimenta nella raffigurazione della corsa vera e propria, se non in alcune limitate e sporadiche eccezioni (Falsa partenza, Fantini davanti alle tribune). Al contrario, nella produzione degassiana, vengono privilegiati quegli aspetti anche triviali considerati fino a quel momento indegni di rappresentazione: «attimi quasi statici» osserva il critico Bernd Growe, come «la preparazione della corsa, una falsa partenza, il momento in attesa dello start, la tensione, la partenza».
Degas è molto attratto dal tema dei fantini anche per via delle possibilità che lo stesso offre di studiare le forme e il movimento dei cavalli da corsa, animali autorevoli ed eleganti, aristocratici e scattanti, «nervosamente nudi nel loro manto da seta», come lo stesso artista li definì in un verso. Questo tema aveva già affascinato l'anglo-americano Eadweard Muybridge, il quale nel 1877 pubblicò una serie di istantanee fotografiche che ricostruiscono scientificamente la dinamica di un salto di un cavallo. Degas fu immensamente debitore allo studio di Muybridge, grazie al quale fu in grado di «rendere il movimento dell'animale, catturando il meccanico e fisiologico articolarsi delle quattro zampe e bloccandolo nella vitrea quiete del dipinto, risolvendo finalmente quella vexata quaestio che tormentava tutti quegli artisti (soprattutto rinascimentali) che non riuscivano a decodificare pittoricamente l'enigma di un cavallo in movimento. Lo stesso Paul Valéry meditò accuratamente sui movimenti dei cavalli in un saggio denominato Cavallo, danza e fotografia, ove tra l'altro è presente un interessante parallelismo tra i cavalli e le ballerine, altro tema cardine della poetica degassiana:
(Paul Valéry)

### Ballerine
Nonostante approvasse la raffigurazione di fantini, Degas amava rappresentare soprattutto ballerine, tema che tutt'oggi è quello che gode di maggiore popolarità in tutta la sua produzione pittorica. Anche all'epoca i dipinti raffiguranti giovani danzatrici andavano molto di moda, e pertanto erano più facili da vendere: Degas ne era pienamente consapevole e frequentò ripetutamente questo genere, anche per ovviare al tracollo finanziario che travolse la sua famiglia in seguito al 1874, anno di morte del padre. I collezionisti all'epoca «volevano soltanto ballerine», come ci riporta il mercante d'arte Durand-Ruel: Degas, non a caso, le chiama con sarcasmo affettuoso «i miei articoli».

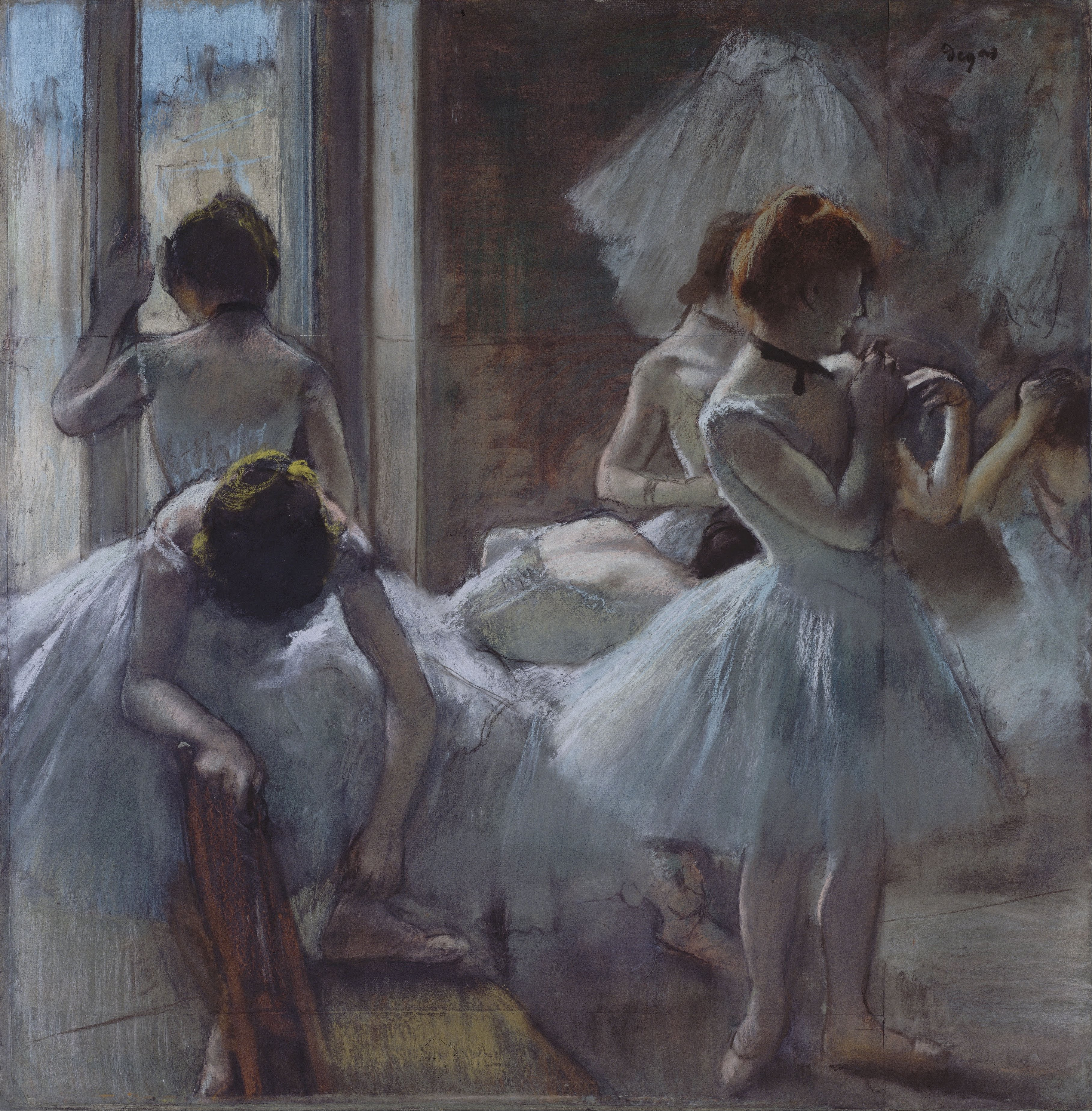
Edgar Degas, Ballerine, 1884-1885, pastello, 75×73 cm, Museo d'Orsay, Parigi

Così come per i cavalli, Degas è molto interessato alle fisionomie assunte dalle giovani danzatrici quando sono in movimento. Nelle prime opere di questo tipo l'artista ne indaga le pose in maniera anche fin troppo canonica, scegliendo di raffigurarle quando il balletto è nei suoi momenti di maggiore effetto. Ben presto, tuttavia, Degas sceglie di abbandonare questo metodo di indagine e inizia ad interpretare i corpi delle ballerine in maniera più scientifica. In altre parole, il momento di raffigurazione prescelto non è quello in cui si muovono con leggiadria e grazia a passo di danza, bensì quello in cui gli arti si «assestano», riconducendo a posizioni disarmoniche, persino grottesche. Degas, in effetti, era vivamente interessato alle attitudini dei corpi femminili. Egli, tuttavia, non intendeva edulcorarli o idealizzarli, come altrimenti prescritto da una visione dell'arte che si andava stratificando da secoli; al contrario, li coglie in maniera drammaticamente realistica, obnubilandone la grazia e - anzi - mettendone spesso in risalto la goffaggine e i limiti fisici. Gli osservatori dei quadri di Degas, dunque, possono ben comprendere perché Hippolyte Taine parlasse, riferendosi al balletto, di un «mercato di fanciulle»: fanciulle che, senza mascheramenti di alcuna sorta, sono spesso di bassa estrazione sociale, e che nella prospettiva di un'ascesa sociale si sottopongono a un mestiere tutt'altro che facile, logorandosi, avvilendosi, affaticandosi ed esaurendosi. Sostanzialmente, dunque, Degas non solo opera una vera e propria desacralizzazione materialistica del corpo femminile, ma descrive impietosamente anche il vero mondo del balletto d'opera. Esemplare, in tal senso, l'analisi condotta da Paul Valéry:
(Paul Valéry)

### Nudi femminili
Già a partire dai suoi esordi i nudi femminili sono uno dei soggetti principali delle tele di Degas. La produzione dei nudi degassiana, oltre a essere molto consistente, è assolutamente significativa in quanto l'artista - mosso da un temperamento innovativo - vi sperimenta nuove soluzioni espressive, perlopiù imperniate intorno ai pastelli: è proprio sfregando la materia cromatica sulla carta, infatti, si distinse per la sua competenza da colorista. Oltre al pastello, tecnica che tra l'altro assicura una grande rapidità d'esecuzione, Degas è ricorso anche alla litografia e al monotipo.

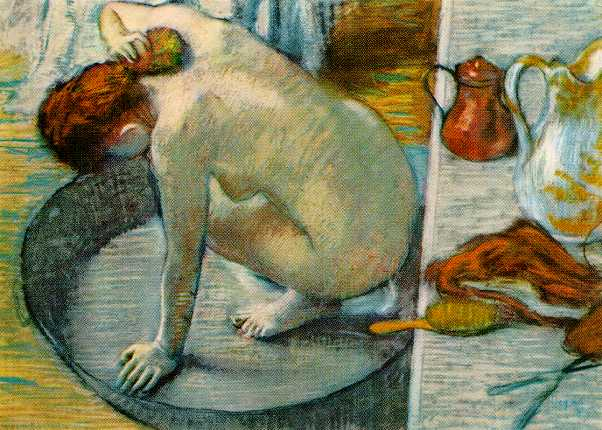
Edgar Degas, Le tub, 1886, pastello, 60×83 cm, Museo d'Orsay, Parigi

Se in un primo momento Degas elabora i nudi secondo le convenzioni dell'arte del Salon, già durante gli anni settanta del XIX secolo l'artista rifiuta il repertorio accademico e aggiorna la propria produzione secondo le istanze del Realismo. L'interesse di Degas si fissa, sin dal principio, sull'indagine realistica e oggettiva della realtà, in contrapposizione agli atteggiamenti di astrazione e di stilizzazione promossi dalla tradizione accademica. Sotto la spinta del realismo courbetiano il pittore si apre al dominio del vero: questa configurazione, presente già nei bozzetti che ritraggono gli interni delle case chiuse parigine (concepiti da Degas come immagini dove cristallizzare le proprie riflessioni sul nudo), raggiunge il proprio apogeo alla fine degli anni settanta del XIX secolo, quando il pittore approda ai cosiddetti nudi «naturalistici».
Nei nudi naturalistici Degas interpreta in maniera magistrale i movimenti e le attitudini dei corpi delle modelle, colte durante lo svolgimento di attività quotidiane apparentemente banali, come asciugarsi e pettinarsi i capelli, lavarsi, o persino riposarsi dopo la toeletta. Se gli artisti legati alla tradizione accademica erano soliti idealizzare le figure ignude, così da nasconderne le imperfezioni fisiche, Degas dà vita a nudi artistici che «hanno la prosaica verità dei gesti che stanno compiendo», ma che non ricadono nello statuto d'immagine pornografica mediante «la rappresentazione di gesti che non hanno niente di voluttuoso, perché rientrano nelle naturali mansioni che il nostro corpo ci impone» (Rocchi). Registrare questi aspetti marginali ma significativi del quotidiano è una scelta precisa di Degas, che si propone di cogliere la realtà senza metterla in posa, anzi, quasi di nascosto: in tal senso i suoi nudi presuppongono l'assenza di un osservatore e si pongono nei confronti dei personaggi, stando a una frase che l'artista amava ripetere, «come se si guardassero dal buco della serratura». «Il nudo» ci spiega Degas «è sempre stato presentato in pose che presupponevano un pubblico; invece le mie donne sono gente semplice, onesta, che non si occupa d'altro che della propria cura fisica». Studiando le donne mentre compiono nell'intimità riti quotidiani connessi alla cura del proprio corpo («come gatte che si lecchino» commenta il pittore), Degas rinnega completamente l'ideale marmoreo prediletto dai pittori dell'Accademia.

## Opere
Di seguito è riportato un elenco parziale delle opere di Edgar Degas:
- Autoritratto, 1854-1855, olio su tela, museo d'Orsay, Parigi;
- Ritratto di Hilaire De Gas, 1857, museo d'Orsay, Parigi;
- La famiglia Bellelli, 1858-1867, olio su tela, museo d'Orsay, Parigi;
- Giovani spartani che si esercitano, 1860-1862, olio su tela, National Gallery, Londra;
- Semiramide alla costruzione di Babilonia, 1860-1862, olio su tela, museo d'Orsay, Parigi;
- Ritratto del pittore Bonnat, 1863 circa, olio su tela, musée Bonnat, Bayonne;
- Donna con crisantemi, 1865, olio su tela, Metropolitan Museum of Art, New York;
- Ritratto di James Tissot, 1866-1868, olio su tela, museo d'Orsay, Parigi;
- Cavalli da corsa davanti alle tribune, 1866-1868, olio su tela, museo d'Orsay, Parigi;
- Ritratto di giovane donna, 1867, olio su tela, museo d'Orsay, Parigi;
- Ritratto di Madamoiselle E. F...; a proposito del balletto "La Source", 1867-1868, olio su tela, Brooklyn Museum of Art, New York;
- L'orchestra dell'Opéra, 1868 circa, olio su tela, museo d'Orsay, Parigi;
- Édouard Manet e la moglie, 1868-1869, olio su tela, Municipal Museum of Art, Kitakyushu, Giappone;
- Lo stupro, 1868-1869, olio su tela, Philadelphia Museum of Art;
- Case sul mare, 1869, olio su tela, museo del Louvre, Parigi;
- Lorenzo Pagans e Auguste de Gas, 1869 circa, olio su tela, museo d'Orsay, Parigi;
- Marie Dihau al piano, 1869-1872, olio su tela, museo d'Orsay, Parigi;
- Jeantaud, Linet et Lainé, 1871, olio su tela, museo d'Orsay, Parigi;
- La classe di danza, 1871-1874, olio su tela, museo d'Orsay, Parigi;
- Carrozza alle corse, 1872, olio su tela, Museum of Fine Arts, Boston;
- Il mercato del cotone a New Orleans, 1873, olio su tela, Musée des Beaux-Arts, Pau;
- La pedicure, 1873, olio su tela, museo d'Orsay, Parigi;
- La lezione di danza, 1873-1875, olio su tela, museo d'Orsay, Parigi;
- Prove di balletto in scena, 1874, olio su tela, museo d'Orsay, Parigi;
- Il foyer della danza al teatro dell'Opéra, 1874, olio su tela, museo d'Orsay, Parigi;
- Gli orchestrali, 1874-1876, olio su tela, Städelsches Kunstinstitut, Francoforte;
- Prova di balletto, 1874-1877, olio su tela, Burrell Collection, Glasgow
- Lavandaia, 1875, olio su tela, Norton Simon Museum, Pasadena;
- Henri Rouart davanti al suo stabilimento, 1875 circa, olio su tela, Carnegie Museum of Art, Pittsburgh;
- Madame Jeantaud allo specchio, 1875 circa, olio su tela, museo d'Orsay, Parigi;
- Ballerina in posa per il fotografo, 1874, olio su tela, museo Puškin, Mosca;
- L'assenzio, 1875-1876, olio su tela, museo d'Orsay, Parigi;
- Il caffè-concerto agli Ambassadeurs, 1877, pastello, Musée des Beaux-Arts, Lione;
- Ballerina con bouquet sulla scena, 1877 circa, pastello a guazzo su carta, museo d'Orsay, Parigi;
- Ballerina con bouquet, 1877 circa, pittura a essenza ripresa a pastello, museo d'Orsay, Parigi;
- Donne in un caffè, 1877, pastello, museo d'Orsay, Parigi;
- Il campo da corsa, 1877-1880, olio su tela, museo d'Orsay, Parigi;
- Ritratti alla Borsa, 1878-1879, olio su tela, museo d'Orsay, Parigi;
- Amici del pittore dietro le quinte, 1879 circa, pastello e tempera su tela, museo d'Orsay, Parigi;
- Mademoiselle La La al Circo Fernando, 1879, olio su tela, National Gallery, Londra;
- Ritratto di Diego Martelli, 1879, olio su tela, National Gallery of Scotland, Edimburgo;
- Piccola danzatrice di quattordici anni, 1879-1881;
- Dalla modista, 1882 circa, pastello, Museum of Modern Art, New York;
- Ballerine, 1883, pastello, Museum of Art, Dallas;
- Donna che fa il bagno, 1883 circa, pastello (o monotipo ripassato a pastello), museo d'Orsay, Parigi;
- Dopo il bagno, 1884, pastello, museo dell'Ermitage, San Pietroburgo;
- Ritratto di Mary Cassatt, 1884 circa, olio su tela, National Portrait Gallery, Washington D.C.;
- Le stiratrici, 1884 circa, olio su tela, museo d'Orsay, Parigi;
- Nel negozio di cappelli, 1885 circa, olio su tela, The Art Institute, Chicago;
- La tinozza, 1886, pastello, museo d'Orsay, Parigi;
- Donna che si asciuga il piede, 1886, pastello, museo d'Orsay, Parigi;
- Donna che si pettina, 1887-1890, pastello, museo d'Orsay, Parigi;
- Paesaggio in riva al mare, 1892 circa, monotipo a colori a olio e pastello su carta, Musée d'art et d'histoire, Neuchâtel;
- L'acconciatura, 1892-1895, olio su tela, National Gallery, Londra;
- Donna che si asciuga il collo, 1895-1898, pastello, museo d'Orsay, Parigi;
- Ballerine dietro le quinte, 1897 circa, pastello, museo Puškin, Mosca;
- Ballerine alla sbarra, 1900 circa, olio su tela, The Phillips Collection, Washington D.C.;
- Tre danzatrici, 1900, dipinto a pastello, Narodni Muzej di Belgrado.
- Ballerina che fa il saluto 1900 circa, olio su tela, 60x44 cm. Inedito. Collezione Privata.

### Esplicative
1. ↑  La transizione da «De Gas» a «Degas» si tratta in realtà di una precauzione che venne adottata dalla famiglia per sfuggire ai tumulti popolari che, durante gli anni della Rivoluzione, erano volentieri rivolti al «primo stato», ovvero l'aristocrazia, classe alla quale appartenevano i De Gas. Si consulti  Rosa Spinillo, Degas e Napoli - gli anni giovanili, Salerno, Plectica, 2004,  p. 18.
2. ↑  A raccontarcelo è Paul Valery:

«Il ventotto luglio 1904, Degas, in vena di ricordi, mi parla di suo nonno, che ha conosciuto e di cui ha fatto il ritratto a Napoli ... Questo nonno durante la rivoluzione faceva aggiotaggio sulle granaglie. Un giorno, nel 1793, mentre stava lavorando alla Borsa dei grani che allora si teneva a Palazzo Reale, un amico passa alle sue spalle e gli mormora: "Taglia la corda! Mettiti in salvo!… Sono a casa tua!"»
 Si consulti: Spinillo, p. 14.
3. ↑  Fra gli alunni del liceo figurano: Moliére, Voltaire, Robespierre, Delacroix, Gericault, Hugo e Baudelaire. Si consulti: Smee.
4. ↑  Eloquenti le testimonianze di Gustave Coquiot, Flaubert e Guy de Maupassant, che si riportano di seguito:

«A quell'epoca, 1856, nessun esercito della salvezza, nessuno scandalo aveva ridotto la brulicante prostituzione della città sudiciona. Il sesso folleggiava in piena esultanza»
(Gustave Coquiot) 
«Napoli è un soggiorno delizioso (frammento di una lettera alla madre del 1851). Le donne escono senza cappello in vettura, con dei fiori nei capelli e hanno tutte l’aria sfrontata. Ma non è che l'aria.(si veda in R. Spinillo, Degas e Napoli, cit. pp. 61,62,63) A Chiaia (Chiaia è una grande passeggiata fiancheggiata da castagni verdi, in riva al mare, alberi a pergolato e mormorio di flutti) le venditrici di violette vi mettono a forza i mazzetti all'occhiello. Bisogna maltrattarle perché vi lascino tranquillo [...] Bisogna andare a Napoli per ritemprarsi di giovinezza, per amare la vita. Lo stesso sole se n'è innamorato»
(Flaubert) 
«Napoli si sveglia sotto un sole sfolgorante… Per le sue strade ... Comincia a brulicare la popolazione che si muove, gesticola, grida, sempre eccitata e febbrile, rendendo unica questa città così gaia ... Lungo i moli le donne, le ragazze, vestite di abiti rosa o verde, il cui orlo bigio è limato al contatto con i marciapiedi , il seno avvolto in sciarpe rosse, azzurre, di tutti i colori più stridenti e più inattesi, chiamano il passante per offrirgli ostriche fresche, ricci e frutti di mare, bibite di ogni sorta e arance, nespole del Giappone, ciliegie ...»
5. ↑  Le origini del museo archeologico, infatti, sono strettamente collegate alle sorti della collezione Farnese, (Rosa Spinillo, Degas e Napoli, pp. 65-75) nella quale «con grande cura e con amore erano stati raccolti da più generazioni monumenti insigni di scultura, di pittura, d'incisione». A causa di particolari vicende dinastiche i beni farnesiani, inizialmente radunati nei vari palazzi di Parma, Piacenza, Colorno e Roma, confluirono nelle proprietà borboniche e perciò furono trasferiti a Napoli: i dipinti passarono alla reggia di Capodimonte, mentre i manufatti archeologici nell'odierno museo Archeologico. Degas ricostruisce con particolare attenzione queste vicende:

«Roma ci diede, col Toro Farnese e con la grandiosa opera di Glicone Ateniese, tutto un olimpo marmoreo, una falange di guerrieri, ed un’estesa famiglia di imperiali e di illustri personaggi: Parma invece le sue eccellenti tavole e le tele, non picciol documento di Giambellino, di Tiziano e di Francesco Mazzola»
6. ↑  Di seguito viene riportata nella sua interezza la lettera che Degas indirizzò al giurì del Salon nel 1870:

«Ai signori giurati del Salon del 1870, suvvia, signori della giuria, non scoraggiatevi. Non avete ancora finito. Eccovi dunque padroni di organizzare un’esposizione. Si dice che siate molto imbarazzati. Dio sia lodato! L’amministrazione lo era ancor di più e da molto più tempo. Eppure ha continuato. C’è una cosa a cui ogni espositore ha indiscutibilmente diritto e di cui non si è mai parlato nei progetti scritti e nei conciliaboli: una collocazione di suo gradimento. Questo già accade nell'industria. Un calzolaio, nel piccolo spazio che ottiene, espone la propria merce come vuole. Un pittore no.

Non è lo spazio che manca: si può montare e smontare questo palazzo costruito in ferro e sottili tramezzi, come un teatro. Di soldi, ne servono pochi per una festa così semplice, e le entrate ci sono. Il vostro tempo, la vostra attenzione, e un po’ del vostro senso del dovere, signori, ecco quel che occorre. Cochin, l’incisore, fu sovente, nel secolo scorso, l’arazziere delle esposizioni. Diderot gli diede questo nome, che, a quanto pare, è andato perduto. Riprendetelo. Ho l’impressione che l’organizzazione del Salon richieda qualche cambiamento. In tutta coscienza, voi potreste farlo. Un paio di voi, una volta decisa la cosa, verrebbero delegati al controllo. Degli imprenditori di feste pubbliche, Belloir et Godillot ad esempio, sarebbero forse onorati di esser scelti come esecutori, in collaborazione con l’amministrazione delle belle arti. Io, signori, vi sottopongo queste proposte in tutta semplicità.

  1. Non mettere che due file di quadri e lasciare tra loro un intervallo di almeno 20 o 30 centimetri, senza il quale ci si darebbe fastidio a vicenda.
  2. Sistemare in qualche sala destinata ai disegni quelle opere che la proposta sopra indicata sacrificherebbe.
  3. Disporre grandi e piccoli pannelli, come hanno fatto gli inglesi all’Esposizione universale, per esporre i disegni rimanenti e distribuirli nelle due grandi sale, usate ora come deposito, o altrove. Avete già potuto constatare come questo semplice metodo sia efficace. I disegni sarebbero tolti dal loro deserto e mescolati ai quadri, ed è ciò che meritano. Credo anche che su questi pannelli, nelle sale ordinarie, mettendo le panche più lontane, ci sarebbe posto per un buon numero di quadri. Leighton, che deve affrontare, in Inghilterra, la stessa situazione di Cabanel da noi, aveva un quadro posto su un pannello, e non aveva per niente l’aria di essere un affronto.
  4. Chiunque esponga avrà il diritto, dopo qualche giorno, di ritirare la sua opera; poiché nulla lo deve costringere a lasciare esposto qualcosa di cui si vergogna e che gli nuoccia. E poi, non è una gara. La simmetria non ha nulla a che vedere con un’esposizione. Dopo un ritiro, non resterà che avvicinare i quadri rimasti. Credo che questi pochi giorni siano un tempo giusto, dopo non dovrà esser più permesso togliere nulla.
  5. Con solamente due file di quadri, accadrà questo: l’espositore designa una delle due file su cui vuole essere esposto. La cimasa, la detestabile cimasa, fonte di tutte le nostre discordie, non sarà più un favore, un ordine del caso. La si sceglierà per un certo quadro e se ne farà a meno per un altro. Un dipinto è fatto per essere visto in alto, un altro per essere visto in basso. Com’è noto, la metà dei quadri che richiedono, per le loro dimensioni, la cimasa, misura con la cornice forse un metro, o anche meno. Scegliendo la seconda fila, si chiederà molto semplicemente di esser messi a 2 metri o 2 metri e mezzo d’altezza.
  6. I grandi marmi, il cui peso e i cui spostamenti non sono cose da poco, possono restare in basso; ma, vi supplichiamo, distribuiteli senza simmetria. Quanto a medaglioni, busti, piccoli gruppi, ecc., vanno messi in alto, su mensole o su pannelli. Se lo spazio abituale non basta, fate aprire altre sale. Non si saprebbe più rifiutarvi nulla.

Potrei continuare. È corsa voce che voi stavate dividendo i quadri in tre categorie: la prima messa sulla cimasa, la seconda sopra di essa, la terza ancora più in alto. Non è un brutto scherzo, vero? Signori, sappiate che ci aspettiamo molto, e soprattutto qualcosa di nuovo, da voi. Non è possibile essere mal serviti dai propri confratelli. L’arte in sé ha ben poco da fare in un’esposizione così vasta. La curiosità del pubblico, che è stupido e saggio ad un tempo e che anzitutto deve esser lasciato libero, è la sola cosa di cui dovete preoccuparvi, per rispetto verso di esso e verso di noi: noi siamo lì solo come suoi umili servitori. Insomma, una volta soddisfatto il vostro amor proprio di giudici, siate dei buoni arazzieri. Gradite signori, ecc»
7. ↑  Cfr. Treccani: 
«monòtipo – Stampa di un disegno a chiaroscuro, eseguito dall'artista su una lastra metallica con inchiostro calcografico e trasportato sul foglio di carta mediante pressione nel torchio»
 Si consulti:  monòtipo, su treccani.it, collana Vocabolario on line, Roma, Treccani. URL consultato l'11 aprile 2017.

### Bibliografiche
1. 1 2 3   Edgar Degas, il pittore del movimento, su www.storicang.it, 29 ottobre 2021. URL consultato il 23 maggio 2023.
2. 1 2   Sebastian Smee, Artisti rivali: Amicizie, tradimenti e rivoluzioni nell'arte moderna, Novara, Edizioni Utet, 2016, ISBN 9788851126810.
3. ↑   Individuo : FREPPA Giovanna Aurora Teresa - Ricercare in tutti i dati, su Geneanet. URL consultato il 23 maggio 2023.
4. 1 2  (EN) Edgar Degas | French artist | Britannica, su www.britannica.com. URL consultato il 23 maggio 2023.
5. ↑  (EN) Lorenzo Pagans and Auguste De Gas | painting by Degas | Britannica, su www.britannica.com. URL consultato il 23 maggio 2023.
6. ↑   Degas, Hilaire-Germain-Edgar nell'Enciclopedia Treccani, su www.treccani.it. URL consultato il 23 maggio 2023.
7. ↑  (FR) Paul Lemoisne, Les Carnets de Degas au Cabinet des Estamp, Gazette de Beaux Arts, aprile 1921,  p. 29.
8. ↑  Rosa Spinillo, p. 41.
9. ↑  Rosa Spinillo,, p. 24.
10. ↑  Lettera datata «Napoli, sabato, 24 marzo 1860».  Lorella Giudici, Edgar Degas, Lettere e Testimonianze, in Carte d’Artisti, Milano, Abscondita, 2002.
11. ↑  Spinillo, p. 29.
12. 1 2 3 4 5 6 7 8  Growe.
13. ↑   Ann Dumas, Degas a Roma, su caffeeuropa.it, Caffè Europa.
14. 1 2  Rocchi, Vitali, p. 31.
15. ↑  Rocchi, Vitali, pp. 28-29.
16. ↑  Borgogelli, p. 16.
17. ↑   Degas, affari di famiglia, su stilearte.it, StileArte, 25 settembre 2015.
18. ↑  Rocchi, Vitali, pp. 31-32.
19. ↑  Rocchi, Vitali, p. 38.
20. ↑  Rocchi, Vitali, pp. 38-39.
21. 1 2  Rocchi, Vitali, p. 44.
22. ↑   Degas e il nudo, su musee-orsay.fr, Parigi, museo d'Orsay. URL consultato il 10 aprile 2017.
23. ↑  Borgogelli, p. 49.
24. ↑  Rocchi, Vitali, pp. 64-65.
25. ↑  Rocchi, Vitali, pp. 65-66.
26. ↑  Rocchi, Vitali, p. 66.
27. ↑  Rocchi, Vitali, p. 29.
28. ↑  Rocchi, Vitali, p. 30.
29. ↑   Marco Fabio Apolloni, Ingres, collana Art dossier, Giunti Editore, 1994,  p. 47, ISBN 9788809761827.
30. ↑  Rocchi, Vitali, p. 74.
31. ↑   Apothéose de Degas [Apoteosi de Degas], su musee-orsay.fr, Parigi, museo d'Orsay, 2006. URL consultato l'11 aprile 2017 (archiviato dall'url originale il 12 aprile 2017).
32. ↑  Adorno, p. 225.
33. ↑   Degas, un pittore impressionista?, su musee-orsay.fr, Parigi, Museo d'Orsay, 2006.
34. ↑  Borgogelli, p. 42.
35. ↑  Adorno, p. 226.
36. ↑  Rocchi, Vitali, pp. 52-54.
37. ↑  Rocchi, Vitali, pp. 47-48.
38. 1 2   Degas e il nudo, su musee-orsay.fr, Parigi, Museo d'Orsay, 2006. URL consultato l'11 aprile 2017 (archiviato dall'url originale il 13 aprile 2017).
39. ↑  Rocchi, Vitali, p. 154.
40. ↑  Adorno, p. 230.
41. ↑  Rocchi, Vitali, p. 156.